# 中澤系
中澤 系（なかざわ けい、1970年9月22日 - 2009年4月24日）は、日本の歌人。短歌結社「未来」で活動した。代表歌に「3番線快速電車が通過します理解できない人は下がって」がある。本名は中澤圭佐（けいすけ）。

## 略歴
1970年、神奈川県横浜市に生まれ、1977年から茅ヶ崎市で育つ。
神奈川県立茅ケ崎北陵高等学校、1989年早稲田大学第一文学部に進学し、哲学科社会学専修にて那須壽のゼミに所属。1993年に卒業し、日本育英会に就職する。
1997年1月、未来短歌会に入会し岡井隆に師事する。1998年、連作「Uta0001. txt」20首にて1997年度の未来賞を受賞（名義は中澤圭佐）。2003年より進行性の難病である副腎白質ジストロフィーに冒され、自分の意志を表示することすら困難な状態に陥る。
2004年、さいかち真を中心とする未来短歌会有志の尽力によって歌集『uta 0001.txt』（雁書館）が出版される。2009年4月24日の夜、逝去。享年38。
ディストピア的なシステム社会を描いた作風で、歌集巻頭歌は穂村弘の著書『短歌の友人』『そこにいますか：日常の短歌 (めくってびっくり短歌絵本) 』などで引用される。2012年5月、『uta 0001.txt』（版元雁書館は2008年7月末に廃業）の復刊を目指して「未来」の歌人本多真弓や妹で書家の中澤瓈光を中心に「中澤系プロジェクト」が立ち上げられた。
尽力の結果、2015年4月に双風舎より新刻版が出版された。同年5月4日開催の第20回文学フリマ東京で100冊が完売となるなど、反響は大きかった。
その後双風舎も事業を停止したため再び入手困難となったが、担当編集者である谷川茂が皓星社に移籍し、3度目の刊行を果たしている。
上掲の歌の他、「ぼくたちはこわれてしまったぼくたちはこわれてしまったぼくたちはこわ」も広く知られる。

## 著書

### 単著
- 『歌集 uta 0001.txt』雁書館、2004年3月。（編集後記：さいかち真、解説：岡井隆、栞：穂村弘、加藤治郎、佐伯裕子）
- 『中澤系歌集：uta0001.txt 新刻版』双風舎、2015年4月。（上記の文章を再録のうえ、あらたに解説：斉藤斎藤、特別寄稿：宮台真司、中澤瓈光「兄・中澤系の思い出」を収録）ISBN 978-4-902465-20-4
- 『uta0001.txt : 中澤系歌集』皓星社、2018年。ISBN　978-4-7744-0651-0

### アンソロジー
- 穂村弘編『そこにいますか：日常の短歌』岩崎書店〈めくってびっくり短歌絵本・1〉、2006年。ISBN 978-4-265-05261-5
- 山田航編著『桜前線開架宣言　Born after 1970：現代短歌日本代表』左右社、2015年。ISBN 978-4-86528-133-0